# Велорама (Неймеген)
Национальный музей велосипедов Велорама (нидерл. Nationaal Fietsmuseum Velorama) — музей, расположенный в историческом здании на набережной Ваала (Waalkade) в Неймегене (Нидерланды). Является единственным официальным велосипедным музеем Нидерландов.

## Общая информация
Здание, в котором размещается музей, было когда-то частью укреплений города Неймеген. В собрании музея представлена история развития велостроения от первого велосипеда до современного городского. Вскоре после 1800 года люди начали осваивать транспортные средства, которые позволяли передвигаться самостоятельно. В Велораме представлены несколько таких велосипедов-самокатов. В музее собрана большая коллекция исторических велосипедов. В дополнение к коллекции двухколёсных, трёхколёсных велосипедов и даже квадроциклов, восстановленных в собственной мастерской, в музее можно увидеть образцы велосипедных фонарей, плакаты и другие предметы, связанные с велосипедами.

## История
Коллекция музея началась с исторической велосипедной частной коллекции Г. Дж. Моэда. В 1969 году он приобрёл свой первый старинный велосипед Мишо (Michaux) 1869 года выпуска. Он получил велосипед в подарок от своего отца, который коллекционировал старые автомобили. Коллекция Моэда начала расти и в начале 1980-х годов было собрано более 200 велосипедов. Но для её размещения потребовалась немалая площадь. С этой целью историческое здание на набережной Мааса было реконструировано и превращено в музей. В 1981 году музей открыл для посетителей свои двери и получил название "Велорама". Со временем к исторической коллекции младшего Моэда прибавилась и коллекция старых автомобилей старшего Моэда. Коллекция велосипедов продолжала расти и в 1996 году здание реконструировали. В нём уже не стало места для автомобилей. В 1998 году обновленный музей. получивший статус национального был официально торжественно открыт принцессой Маргаритой Нидерландской.

## Коллекция
Коллекция превысила 500 исторических велосипедов, часть из которых находится на хранении. В музее хранится большая коллекция велосипедов Mишо, Пенни-фартинги Сейфти. Музей дает представление о каждом шаге в развитии велосипедной техники. В "Велораме" также представлены детские велосипеды, военные велосипеды, исторические гоночные велосипеды и типичные американские велосипеды Fun. Кроме того, в музее имеется обширная коллекция велосипедных фонарей, множество плакатов и исторических документов. Они выставлены в экспозиции музея или могут быть просмотрены по предварительной записи в библиотеке музея.

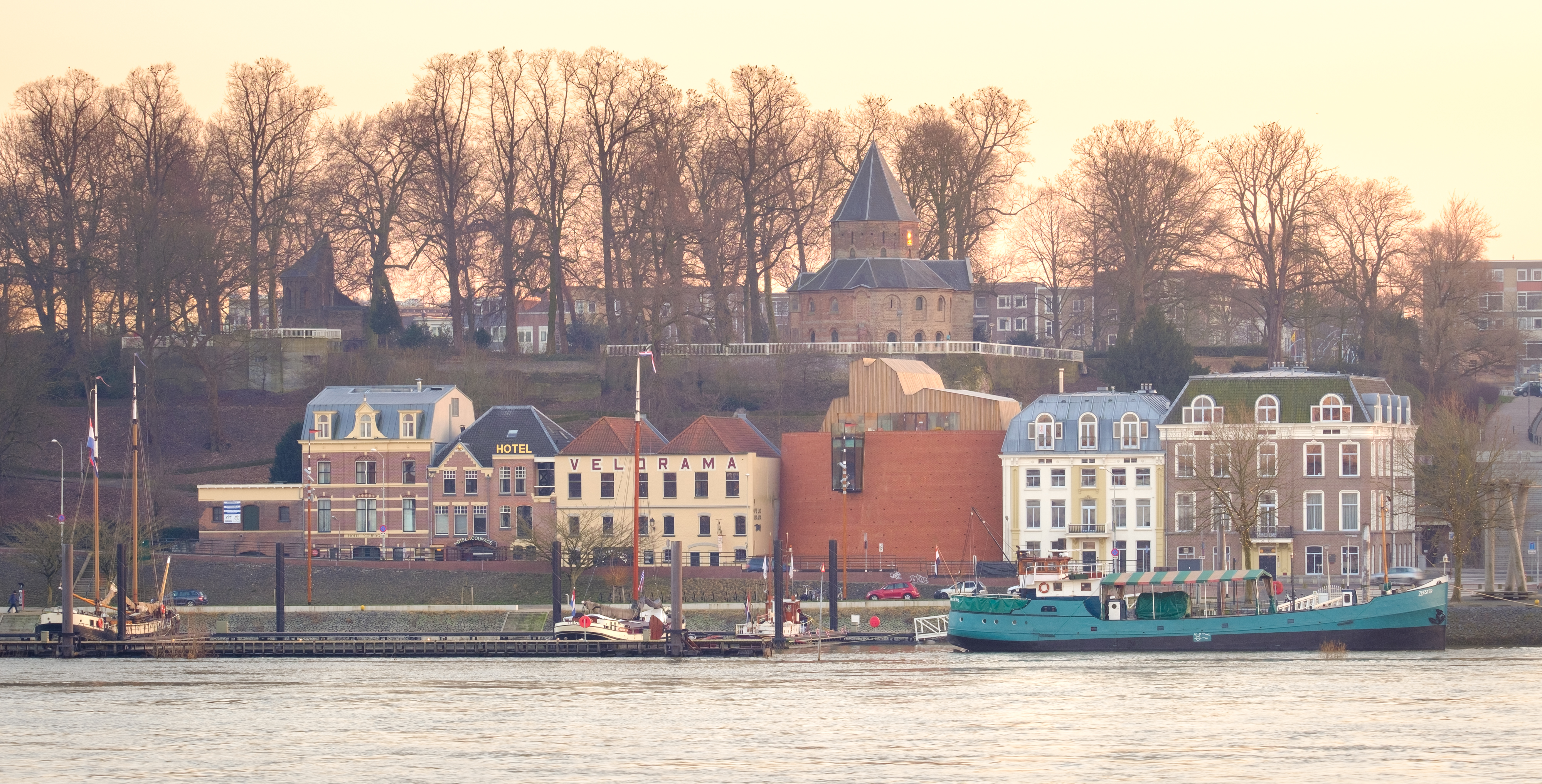
Панорама набережной Ваала со зданием Велорамы.

Коллекция демонстрируется в пяти больших залах. В первом от входа выставлены в основном прогулочные, трёхколёсные велосипеды и велосипеды периода с 1818 по 1870 год. На втором этаже находится экспозиция велосипедов "пауков" (пенни-фартинг). Это только часть коллекции подобных велосипедов. В большом зале второго этажа находятся так называемые "большеколёсные сейфти", экспериментальные технические велосипедные решения, которые, возможно, и не поступали в продажу.
В 1886 году велосипед Сейфти ("безопасность") был разработан "Ковентри Машинист Компани" (C.M.C.). Велосипед имел два одинаковых больших колеса и нижний кронштейн с цепным приводом. Эта система всё ещё используется с небольшими изменениями в современных велосипедах.
На 3-м этаже находятся необычные велосипеды, такие как велосипеды с приводным валом, тандемы и деревянные велосипеды. Военные велосипеды отображаются на специальном дисплее. В экспозиции гоночных велосипедов вы можете увидеть покорёженный гоночный велосипед голландского гонщика Вима ван Эста, который упал в овраг глубиной 70 метров на Тур де Франс 1951 года. Вим ван Эсту удалось выбраться из оврага без особых повреждений, но, увидев велосипед, нидерландская велокоманда решила покинуть Тур за один день до его окончания. На третьем этаже в отдельном помещении рассказывается об истории нидерландского велоспорта. Не забыты и королевские особы. Здесь хранится велосипед Фонгерс покойной королевы Вильгельмины и тандем принца Бернхарда и принцессы Юлианы. Существует также коллекция табличек с налогами на велосипеды, которые были ненавидимы в то время.
Есть в коллекции и последний произведенный около 1900 года велосипед Мишо.